# Опис Єгипту
Опис Єгипту(фр. Description de l'Égypte) — монументальне видання, результат праці понад 160 вчених, а також чимало художників і граверів, які супроводжували Наполеона Бонапарта в його Єгипетському поході у 1798—1801 роках. Перше видання цієї праці, перший том якого з'явився у 1809 році, а останній у 1829, являв собою повний, хоча невдовзі застарілий науковий опис Стародавнього Єгипту і сучасного Єгипту. Це видання встигло внести свій вклад в зародження єгиптоманії.
Більша частина авторів «Опису Єгипту» була співробітниками Інституту Франції і членами спеціально створеної Комісії наук і мистецтв. В серпні 1798 за наказом Наполеона у передмісті Каїру був заснований Інститут Єгипту, який очолив Гаспар Монж. Основним завданням цього інституту було зібрання свідчень щодо Єгипту і поширення інформації про діяльність французьких окупаційних сил. Вже у 1798 році було поставлене завдання зібрати і систематизувати накопичені знання; виконання цього завдання було доручено Жозефу Фур'є. Коли у 1801 році французька армія залишала Єгипет, вчені забрали з собою велику кількість зібраних і не виданих матеріалів.
У лютому 1802, за розпорядженням Жана-Антуана Шапталя, який очолював на той час міністерство внутрішніх справ, була створена комісія з підготовки видання зібраних в Єгипті матеріалів. Це видання повинно було також мати всі раніш видані номери періодичних видань, які друкувались Інститутом Єгипту. З огляду на величезний обсяг інформації до друку, було прийнято рішення друкувати томи в міру їх підготовки. Незабаром після завершення першого, було розпочато друге видання, яке виходило в світ в 1821—1826 роках. Через різні причини, існували різні варіанти цих видань, які різнились кількістю томів. Так наприклад, екземпляр Бернардо Дроветті, французького консула в Єгипті, мав 29 томів, тоді як «стандартний» варіант мав лише 23.